# Amorebieta-Etxano
Amorebieta-Etxano (baskisch auch Zornotza; spanisch Amorebieta-Echano) ist eine Gemeinde in der spanischen Region Bizkaia. Diese ist der Autonomen Gemeinschaft Baskenland zugeordnet und liegt etwa 19 Kilometer von Bilbao entfernt.
Im Jauregibarria-Park findet jedes Jahr im Januar die Crosslauf-Veranstaltung Cross Internacional Zornotza statt. Hier wurde auch die Crosslauf-Weltmeisterschaften 1993 ausgetragen.

## Politik
| Partei   | 2015      | 2015  | 2011      | 2011  | 2007  | 2007 |
| Partei   | Stimmen % | Sitze | Stimmen % | Sitze | Sitze |      |
| EAJ-PNVO | *         | *     | 41,12 %   | 8     | 9     |      |
| Bildu    | *         | *     | 34,51 %   | 7     | 0     |      |
| PSOE     | *         | *     | 11,14 %   | 2     | 4     |      |
| PP       | *         | *     | 4,77 %    | 0     | 1     |      |
| EB-B     | *         | *     | 4,09 %    | 0     | 1     |      |
| Aralar   | *         | *     | 2,94 %    | 0     | 2     |      |

Quelle: 

## Bevölkerungsentwicklung der Gemeinde
Quelle: INE-Archiv – grafische Aufarbeitung für Wikipedia

## Söhne und Töchter des Ortes
- Carmelo Cedrún (* 1930), Fußballspieler und -trainer
- Jon Idigoras (1936–2005), Gründer der später verbotenen baskischen Separatisten-Partei Herri Batasuna
- Beñat Intxausti (* 1986), Radrennfahrer
- José Ignacio López de Arriortúa (* 1941), ehemaliger Manager bei General Motors und Volkswagen